# Срнава
Срнава је насељено мјесто у општини Вукосавље, Република Српска, БиХ. Према прелиминарним подацима прелиминарним подацима пописа становништва 2013. године, у насељу је живио 231 становник.

## Становништво
Према попису становништва из 1991. године, мјесто је имало 880 становника.
| Демографија | Демографија | Демографија |
| Година      | Становника  | Становника  |
| ----------- | ----------- | ----------- |
| 1948.       | 639         |             |
| 1953.       | 622         |             |
| 1961.       | 692         |             |
| 1971.       | 797         |             |
| 1981.       | 852         |             |
| 1991.       | 858         |             |
| 2013.       | 231         |             |